# Aleksander Batory
Aleksander Batory (ur. 11 listopada?/23 listopada 1884 w Romnach, zm. 12 grudnia 1982 w Londynie) – pułkownik artylerii Wojska Polskiego, kawaler Orderu Virtuti Militari.

## Życiorys
Aleksander Batory urodził się 23 listopada 1884 roku w Romnach, ówczesnym mieście powiatowym guberni połtawskiej, położonym przy ujściu rzeki Romny do Suły. Był synem ziemianina. W 1904 roku rozpoczął służbę wojskową w Armii Imperium Rosyjskiego. Dwa lata później ukończył oficerską szkołę artylerii. W latach 1917–1918 pełnił służbę w I Korpusie Polskim w Rosji.
11 listopada 1918 roku został przydzielony do Szkoły Oficerów Artylerii w Rembertowie. 23 grudnia 1918 roku został przyjęty do Wojska Polskiego z zatwierdzeniem posiadanego stopnia majora ze starszeństwem z dniem 7 listopada 1918 roku. 22 grudnia 1919 roku został przeniesiony z Generalnego Inspektoratu Artylerii w Warszawie do baterii zapasowej 12 Kresowego pułku artylerii polowej. W styczniu 1920 roku został dowódcą I dywizjonu 11 pułku artylerii ciężkiej w Grudziądzu, który w tym samym roku został przemianowany na 11 dywizjon artylerii ciężkiej. Od 7 maja 1920 roku na czele dywizjonu przebywał na froncie. 15 lipca 1920 roku został zatwierdzony w stopniu majora z dniem 1 kwietnia 1920 roku, w artylerii, w grupie oficerów byłych Korpusów Wschodnich i byłej armii rosyjskiej. 11 dywizjonem artylerii ciężkiej dowodził do 1921 roku.
W latach 1921–1922 był zastępcą dowódcy 9 pułku artylerii ciężkiej w Siedlcach. Na tym stanowisku 3 maja 1922 roku został zweryfikowany w stopniu podpułkownika ze starszeństwem z dniem 1 czerwca 1919 roku i 45. lokatą w korpusie oficerów artylerii. W sierpniu 1923 roku został przeniesiony do 24 pułku artylerii polowej w Jarosławiu na stanowisko dowódcy pułku. 25 października 1924 roku został przeniesiony do 8 pułku artylerii polowej w Płocku na stanowisko dowódcy pułku. Na tym stanowisku 1 grudnia 1924 roku awansował na pułkownika ze starszeństwem z dniem 15 sierpnia 1924 roku i 8. lokatą w korpusie oficerów artylerii. W 1928 roku był słuchaczem Kursu Wyższych Dowódców Artylerii przy Wyższej Szkole Wojennej w Warszawie. Dowódca kursu, ówczesny pułkownik Stanisław Miller wystawił mu następującą ocenę osobistą: „posiada rozległe wiadomości wojskowe i duże doświadczenie praktyczne. Umysł jasny, żywy i ścisły – sąd pewny. Bardzo dobry pracownik. Zdolny do wykonywania wyższego dowództwa artylerii w sposób bardzo dobry”, a ponadto „zdolny do wykonywania już obecnie w sposób zadowalający wyższego dowództwa artylerii, tj. dowództwa artylerii dywizyjnej, dowództwa artylerii grupy operacyjnej i dowództwa artylerii armii”. Na równi z pułkownikiem Batorym zostali ocenieni pułkownicy: Karol Schrötter i Jerzy Dobrowolski, natomiast wyżej ocenieni pułkownicy: Kazimierz Schally, Leopold Cehak, Jan Chmurowicz i Jan Maciej Bold. Trzej pierwsi zostali później generałami. Pozostali uczestnicy tego kursu zostali zakwalifikowani jako „zdolni do wykonywania dowództwa artylerii dywizyjnej z tym zastrzeżeniem, że osobistą dalszą pracą uzupełnią jeszcze wiedzę nabytą może trochę za szybko w czasie trwania kursu”. Byli to pułkownicy Stanisław Henryk Więckowski, Apolinary Biernacki, Józef Korycki i Rudolf Niemira.
Od 6 grudnia 1929 roku do 10 lipca 1930 roku był słuchaczem IV Kursu Centrum Wyższych Studiów Wojskowych w Warszawie. W międzyczasie (23 grudnia 1929 roku) został mianowany dowódcą 5 Grupy Artylerii w Krakowie. W 1932 roku figurował na liście starszeństwa pułkowników artylerii z ósmą lokatą. Wyprzedzali go pułkownicy: Rudolf Kazimierz Underka de Tirion (starszeństwo z dniem 1 czerwca 1919), Kazimierz Schally, Jan Maciej Bold i Rudolf Niemira (starszeństwo z dniem 1 lipca 1923), Stanisław Henryk Więckowski, Józef Korycki i Marian Bolesławicz (starszeństwo z dniem 15 sierpnia 1924). Z dniem 31 maja 1933 roku został przeniesiony w stan spoczynku. Na emeryturze mieszkał w Płocku. Został osadnikiem wojskowym w Brześciu nad Bugiem. Pod koniec lat 30. XX wieku zaangażował się w działalność Obozu Zjednoczenia Narodowego. W 1934 roku pozostawał w ewidencji Powiatowej Komendy Uzupełnień Warszawa Miasto III. Posiadał przydział do Oficerskiej Kadry Okręgowej Nr I. Był wówczas „przewidziany do użycia w czasie wojny”.
We wrześniu 1939 roku został powołany do czynnej służby wojskowej i mianowany dowódcą Ośrodka Zapasowego Artylerii Lekkiej Nr 3. Na tym stanowisku wziął udział w kampanii wrześniowej. 19 września 1939 roku przekroczył granicę polsko-łotewską i został internowany w Obozie Nr 4 w Kołatowie, którego komendantem był pułkownik Braziulis. Uciekł z obozu i przez Kowno, Rygę i Sztokholm dotarł do Francji. 23 grudnia 1940 roku przybył do Paryża. Następnie został wyznaczony na stanowisko komendanta Ośrodka Wyszkolenia Oficerów w Fontenay-le-Comte, w Kraju Loary. 5 marca 1940 roku został mianowany komendantem poligonu Coëtquidan.
14 sierpnia 1940 roku przybył do Obozu Oficerskiego Nr 23 w Rothesay na wyspie Bute. Od 7 września 1940 roku pełnił tymczasowo obowiązki zastępcy dowódcy tego obozu. 22 października 1941 roku został dowódcą IV dywizjonu pociągów pancernych stacjonującym w szkockim mieście Perth. 31 lipca 1942 roku został przeniesiony w stan nieczynny. 1 stycznia 1944 roku został przywrócony do stanu czynnego i przydzielony na Wyższy Kurs Administracji, po ukończeniu którego był nominowany na urzędnika administracji samorządowej na ziemiach objętych planem rewindykacyjnym wschodnich ziem Rzeszy Niemieckiej. Od 14 października 1944 roku do 2 czerwca 1945 roku był przydzielony do brytyjskiej Kwatery Głównej 2 Armii dowodzonej przez generała porucznika Milesa Christophera Dempseya w charakterze oficera łącznikowego. 2 października 1945 roku został przeniesiony do rezerwy, a 1 lipca 1947 roku zdemobilizowany.
Zmarł 12 grudnia 1982 roku w Londynie. Został pochowany na cmentarzu Willesden (ang. Willesden Jewish Cemetery), położonym w gminie London Borough of Brent Wielkiego Londynu.
Aleksander Batory był żonaty z Haliną Płoską z Nagórek Dobrskich, w gminie Drobin.

## Ordery i odznaczenia
- Krzyż Srebrny Orderu Wojskowego Virtuti Militari[32] nr 4681 – 1921[33]
- Krzyż Walecznych (dwukrotnie)
- Złoty Krzyż Zasługi (17 marca 1930)[34]
- Medal Wojska (1946)

- Gwiazda za Wojnę 1939–1945 (Wielka Brytania)
- Gwiazda Francji i Niemiec (Wielka Brytania)
- Medal Obrony (Wielka Brytania)[35]
- Medal Międzysojuszniczy „Médaille Interalliée”[36]